# Глейспах, Иоганн
Граф Иоганн Непомук Глейспах (нем. Johann Nepomuk Gleispach; 29 сентября 1840, Гориция, Австрийская империя — 21 февраля 1906, Грац) — австрийский политический и государственный деятель, министр юстиции (1895—1897), юрист, судья, прокурор.

## Биография
Изучал право в Университете Граца. В 1861 году поступил на государственную службу в Венеции. С 1866 г. его карьера проходила главным образом в Граце, где он прошёл путь от прокурора (1875) до главного прокурора (1880) и председателя окружного суда (1885). В 1892 году стал председателем Высшего областного суда.
Член Немецкой либеральной партии. Депутат рейхсрата (государственного парламента), где представлял штирийских землевладельцев.
В 1895—1897 годах занимал кресло министра юстиции Австро-Венгрии в кабинете Бадени; провёл новый устав гражданского судопроизводства; вызвал в своей собственной партии негодование защитой бадениевских распоряжений о языках в Богемии; вышел в отставку в ноябре 1897 г. вместе со всем кабинетом Бадени.
Новым министром юстиции стал  Игнац фон Рубер.